# Chin Music
Chin Music — серия комиксов, которую в 2013 году издавала компания Image Comics.

## Синопсис
Главным героем является Шоу. Он попадает в Чикаго во времена сухого закона.

## Выпуски
| № | Дата выхода     | Оценка на Comic Book Roundup    | Предполагаемый объём продаж (первый месяц) |
| - | --------------- | ------------------------------- | ------------------------------------------ |
| 1 | 8 мая 2013      | 7,2 из 10 на основе 24 рецензий | 22 383, позиция в Северной Америке — 104   |
| 2 | 21 августа 2013 | 7,9 из 10 на основе 10 рецензий | 14 112, позиция в Северной Америке — 141   |

## Отзывы
На сайте Comic Book Roundup серия имеет оценку 7,6 из 10 на основе 34 рецензий. Джесс Шедин из IGN похвалил тон истории и рисунки художника. Дуг Завиша из Comic Book Resources в целом остался доволен первым выпуском. Дэвид Пепос из Newsarama дал дебюту 9 баллов из 10 и отмечал хороший выбор цвета художником. Его коллега Эдвард Кей поставил первому выпуску оценку 6 из 10 и посчитал, что «сценарий очень скуден диалогами и повествованием, что на самом деле не помогает читателю следить за сюжетом». Ник Ганновер из Comics Bulletin присвоил дебюту 3 звезды с половиной из 5 и написал, что «хотя это первый выпуск, который вызывает гораздо больше вопросов, чем даёт ответов, и он намеренно сбивает с толку, ясно, что у Найлза и Харриса есть [определённый] план». Джен Апрахамян из Comic Vine вручила дебюту 4 звезды из 5 и подчеркнула, что «Найлз и Харрис рассказывают истории медленно и продуманно».